# Martin Möll
Martin Möll Magaña (* 7. Juni 1972 in Bern, heimatberechtigt in Basel; † 25. Februar 2019 ebenda) war ein Schweizer Fotograf. Seine Arbeit umfasst auch Buchprojekte, Musik und Performance.

## Leben und Werk
Bevor sich Martin Möll der Fotografie widmete, arbeitete er als Briefträger und sammelte Postkarten. Seine künstlerische Arbeit basierte auf dem Unterwegssein, dem Sammeln und einer Faszination an Übersehenem, Verlorenem und Vergessenem.
2007 erhielt Möll ein Atelierstipendium des Kantons Bern und reiste damit nach Paris. Er nutzte es, um die Strassen von Paris abzulaufen und zu fotografieren. Zurück in Bern, durchstreifte er auch diese Stadt auf der Suche nach einem geeigneten Objekt im richtigen Licht.

## Einzelausstellungen (Auswahl)
- 2016: Panorama (Berge), Thun Panorama, Thun
- 2015: Spurensuche, Passage, Solothurn
- 2014: Höhle, Cabane B, Bern
- 2014: Framed Photographs & Frogs, Palazzo NREB, Bern
- 2012: RAUM No 8: may the ghost notes be with you, Atelier Exil, Zürich
- 2011: industrial scape, VIDMARhallen, Liebefeld
- 2010: Ohne Titel (Feuer), 9a am Stauffacherplatz, Bern
- 2010: not here not now, mit Johann Lurf, Galerie Stadtpark, Krems, Österreich
- 2008: Corpus Delicti, NOMAD, Istituto Svizzero, Rom, Italien
- 2008: PARIS, annex14, Bern
- 2005: Ein paar Sekunden aus 1460 Tagen, tonus-music-labor, Bern
- 2004, 2011, 2012, 2015: art-room, Bern
- 2002: tonus-music, Bejazz Winterfestival, Dampfzentrale, Bern
- 2001: tonus-music, tonus-music-labor, Bern
- 2000, 2001: Galerie zum Theater an der Effingerstrasse, Bern

## Gruppenausstellungen (Auswahl)
- 2018: Kunstsammlung Migros Aare, Nordhaus 3, Baden[4][1]
- 2017, 2018 Stadtgalerie, Bern
- 2017: Les jours des éphémères, mit Marco Giacomoni, S11, Solothurn
- 2016: MYKOLOGISMUS. Mit Paul-André Robert in die Pilze, Neues Museum Biel, Biel
- 2013: Natur? Schweizer Fotografie 1870 bis heute, Palazzo Liestal, Liestal
- 2013: Graphisches Kabinett, Kunst(zeug)haus, Rapperswil
- 2013: Ed Ruscha Books & Co., Gagosian Gallery, New York, USA
- 2011: Impression, Ausstellung für Druckgrafik, Kunsthaus Grenchen
- 2011: Fotopreis des Kantons Bern, Photoforum PasquArt, Biel/Bienne
- 2010: Die Grammatik des Buches, Radierverein, München, Deutschland
- 2009: The Conspiracy / Die Verschwörung, Kunsthalle Bern
- 2006: Fotopreis 2006 des Kantons Bern, Photoforum PasquArt, Biel/Bienne
- 2001, 2004, 2005: Weihnachtsausstellung, Photoforum PasquArt, Biel/Bienne
- 2003: musées.03 Spuren-Traces, mit Christian Helmle und Christian Schwager, Photoforum PasquArt, Biel/Bienne

## Werke in öffentlichen Sammlungen
- Kunstsammlung der Genossenschaft Migros Aare
- Kunstsammlung der Stadt Bern
- Kantonale Kulturkommission Bern
- Sammlung Peter & Elisabeth Bosshard, Zürich
- Sammlung Carola & Günther Ketterer-Ertle, Bern
- Föderation der Schweizer Psychologinnen und Psychologen (FSP), Bern